# Cálato

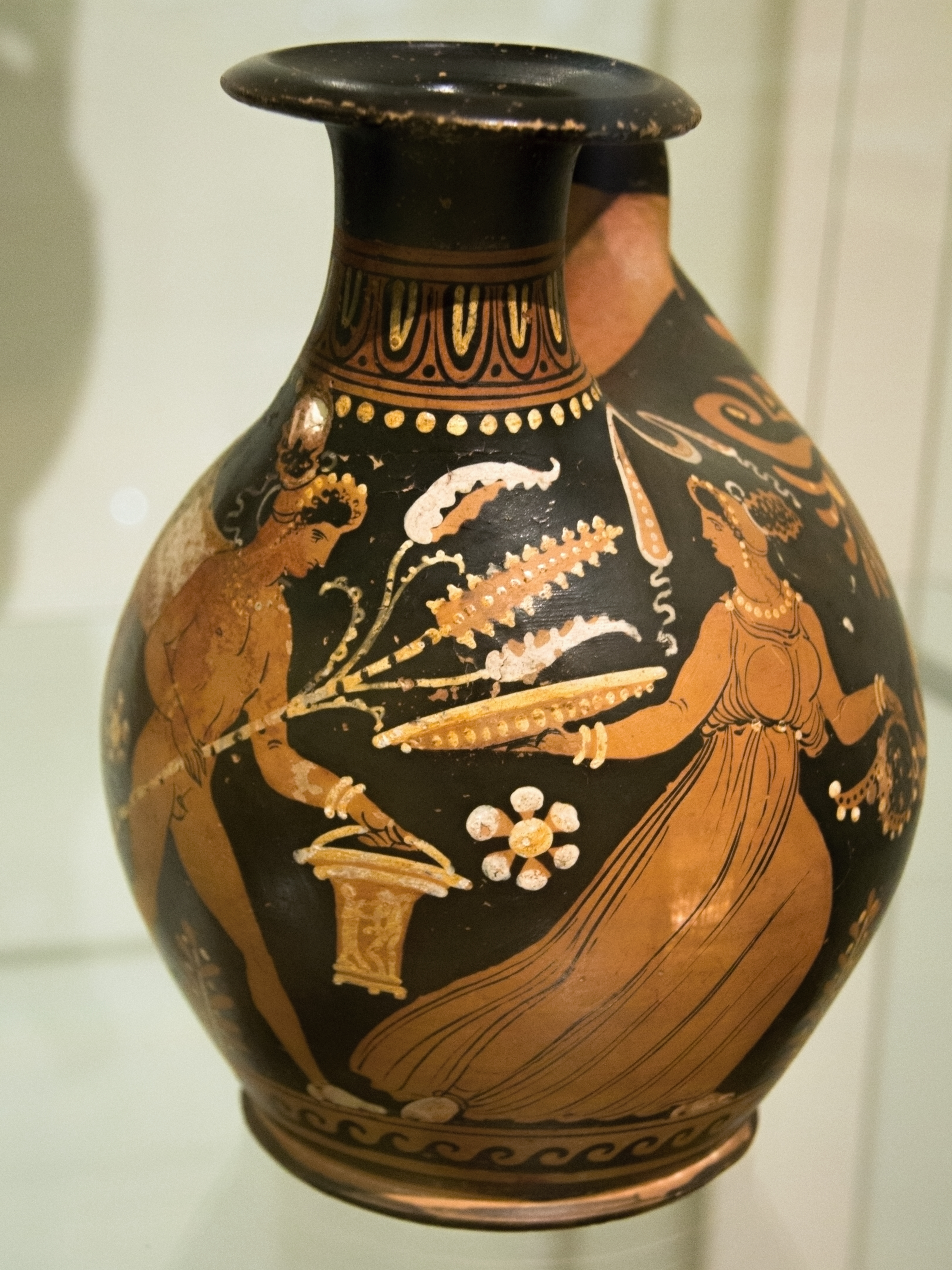
Eros con un tirso y una cesta (cálato) junto a una mujer que lleva ofrendas. Pintura en un vaso del tipo «askos», 350 a 325 a. C., conservado en el palacio Kinský de Praga.

Cálato (en griego antiguo: κάλαθος, kálathos; plural kalathoi o calathi en griego antiguo: κάλαθοι) es un término que en la Antigua Grecia hacía referencia al tocado que coronaba la cabeza de algunas cariátides, similar a una cesta de mimbre troncocónico. También designa una de las tipologías no excesivamente extendida de vasijas de la cerámica ática, y con más precisión «uno de los recipientes característicos» de la cerámica ibérica.
En el contexto de la mitología grecorromana es el recipiente que Proserpina lleva en la cabeza (como uno de sus atributos ordinarios), una especie de cesta semejante a las utilizadas por los griegos para coger flores, y en alusión a la que portaba la diosa cuando fue raptada por Plutón. Estaban hechos de juncos o de tiras de madera delgadas y también se servían de ellos los obreros para colocar la lana. Está consagrado a Minerva, como inventora de las artes y de las obras hechas a la aguja. 
Plinio compara este cesto a la flor de la azucena, cuyas hojas se van dilatando a medida que se alargan. También los compara con los canastos que llevaban en la cabeza las canéforas en la fiesta de Minerva y que contenían los objetos sagrados destinados a los misterios de esta diosa.
Se empleaba para almacenar y comerciar con diferentes productos como la miel, los frutos secos o el garo; exportaciones que llegaban a diferentes lugares de la cuenca del Mediterráneo. Algunas de sus decoraciones y el hecho de que se empleó como urna funeraria indica que también se usó en ceremoniales religiosos.

## Cálatos ibero

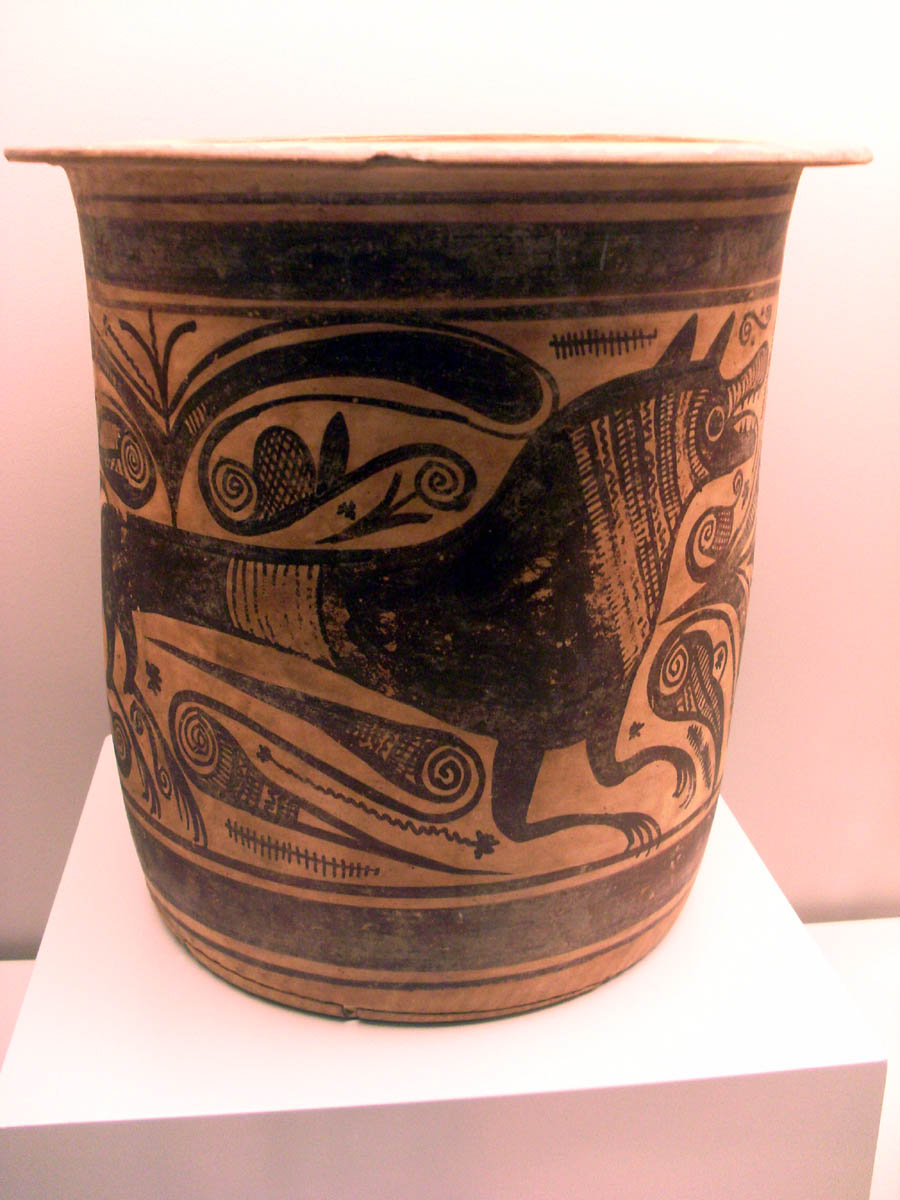
Cálato ibero del (tipo sombrero de copa), hallado en la necrópolis de El Verdolay, y conservado en el Museo de Arqueología de Murcia.

Los ejemplares más antiguos del cálato ibero se datan en el siglo V a. C. y presentan un cuello ligeramente adelgazado. A partir del siglo III a. C. se comienza a producir el tipo cálato del tipo “sombrero de copa” que continuaría fabricándose durante la ocupación romana. Se considera que la tipología es de origen itálico y que desde la zona catalana se difundió a otros territorios de la península ibérica por el valle del Ebro. Así lo ratifican los yacimientos cercanos a los ríos Perejiles y Aguasvivas (en Azaila), o el poblado conocido como Los Castellares, situado a un kilómetro de Herrera de los Navarros.